# Tomás Guerrero Ballesteros
Tomás Guerrero Ballesteros (Palomera, 14 de febrero de 1817 – Cuenca, 11 de agosto de 1889) fue un compositor y maestro de capilla español.

## Vida
Tomás Guerrero Ballesteros nació en Palomera, provincia de Cuenca, el 14 de febrero de 1817. El 5 de diciembre de 1825 fue admitido al Colegio de San José de la Catedral de Cuenca por tener «voz clara, natural y con la extensión suficiente para tiple primero», donde se formó musicalmente. En 1826 ya estudiaba órgano y en el cuso siguiente se inició en Composición, lo que le permitió presentar su primer villancico, Villancico al Santísimo, en 1831 y en 1832 otro al Santísimo, un Responsorio de Reyes, una Lamentación y una Salve grande. Estas primeras composiciones no se han conservado tras la partida del colegio de Guerrero en 1832.
En 1835 marchó al ejército, regresando a la Catedral como acólito el 3 de septiembre de 1841, «con la obligación de servir en la capilla de música y salmeo». El 6 de octubre de 1843 se casaba con Vicenta Marín, con autorización expresa del cabildo. A partir de ese momento se convirtió en el «músico de la catedral», en el sentido más amplio, de forma excepcional, ya que no era sacerdote y estaba casado, hecho por el que probablemente no se le nombró oficialmente maestro de capilla, aunque hiciese las funciones. Y no solo realizó las funciones del magisterio, sino también las de salmista, organista, maestro de coro, etc. En 1846 fue nombrado rector del Colegio de San José, en el que había estudiado de niño.
El 6 de junio de 1849 se le retiraron los cargos de rector y maestro de capilla para nombrar de nuevo a Higinio Benito Herrera. En noviembre de ese año se nombraba a Guerrero salmista, y sustituto del organista y de los maestros de capilla y coro. En 1854 se le nombraba, de nuevo, rector interino del Colegio de San José, y, también de nuevo, maestro de capilla, ya que Herrera había sido cesado por algunas irregularidades. Al parecer nunca llegó a ser nombrado maestro de capilla titular. El 4 de agosto de 1865 fue nombrado rector del colegio en sustitución de Onofre Farraque. Resulta difícil determinar las fechas y los cargos de forma exacta.
En 1881 cayó enfermo de una enfermedad larga. El 4 de mayo de 1883 el cabildo le concedía una pensión anual de 520 reales sobre el sueldo que ya cobraba. Ocupó el magisterio de la Caderal de Cuenca hasta el 8 de febrero de 1888, fecha en la que se nombraba a Policarpo del Amo Llorente. Fallecía en Cuenca el 11 de agosto de 1889.

## Obra
Las composiciones de Guerrero encajan dentro de las corrientes de la composición religiosa clásica, con predominio de la polifonía. Toda su se conserva en la Catedral de Cuenca, entre ellas una misa a ocho voces, Omnes gentes laudate Deus; una antífona, Salve a dos voces; un Magníficat a 4 y 8 voces; varios gozos, entre ellos, Pues eres de gracia llena, Gozos a Ntra Sra de Las Angustias, Pues nos vinisteis a honrar, Pues tu grande intercesión, Y pues sois de nuestro pueblo y Por favor y por piedad; tres himnos, Pange lingua a 4 y 8 voces, Diem Joannes a 4 voces y Regis superni muntia a cuatro voces; unas lamentaciones a 4 voces; dos motetes, Redemisti nos Domine y Salve, ambos a 8 voces; unos responsorios y dos composiciones más: Gloriosa dicta sunt a 6 voces y Letanías a la Stma. Virgen a 7 voces.